# Orvosi vízitorma
Az orvosi vízitorma (Nasturtium officinale) a keresztesvirágúak (Brassicales) rendjébe, ezen belül a káposztafélék (Brassicaceae) családjába tartozó faj. Ehető vízinövény

## Előfordulása
Az orvosi vízitorma nagyon elterjedt faj, csaknem az egész világon előfordul. Európában, Svédországtól Portugáliáig és Görögországig; a mérsékelt övi és trópusi Ázsiában, Törökországtól Indiáig és Észak-Afrikában őshonos. Betelepítették Afrika és Ázsia többi részeire is, valamint Ausztrálázsiába, Észak- és Dél-Amerikába is. A betelepített helyeken, inváziós fajnak bizonyult.
Hazai fő előfordulási helyei: Zempléni-hg., Gerecse, Tata, Bakony, Balaton-felvidék, Dunántúl (Kőszeg, Zala, Tapolca), Kisalföld, Duna-vidéke, Dráva-vidéke.

## Megjelenése
Az orvosi vízitorma évelő növény, olykor alámerült, a csomókon legyökerező, kúszó vagy felemelkedő szárakkal. Magassága 30-50 centiméter, ritkán a 80 centimétert is eléri. A levelek húsosak, fényes zöldek, szárnyasan összetettek, levélkéik száma 5-15, tojás alakúak vagy elliptikusak, a csúcsi levélke a többinél nagyobb. A levélzet télen is zöld marad. A virágok fehérek, 5 milliméter hosszú szirmokkal, sárga porzókkal. A vizitormának mindig frissen használják zsenge leveleit, nem szárítják, nem főzik, sütik. Borsos íze miatt salátákba, szendvicsekbe, köretekhez, sajtokhoz, túróhoz is ajánlják.

## Életmódja
Az orvosi vízitorma tiszta, hideg vizű források és patakok mentén nő, az állóvizekben nem jellemző.

## Felhasználása
Történeti forrásaink jellemzően tormaként hivatkoznak mind a közönséges tormára, mind a vízitormára. Xenophón jegyzi le, hogy a perzsák a taknyos gyereket tormával etetik. Úgy általában az antik görögök a tunyaság és lustaság, a rómaiak az ostobaság ellenszerének tartották e fehér gyökeret. Az ifjabb Plinius úgy tartotta, hogy a torma élesíti az elmét és ugyanakkor csökkenti a nemi vágyat.
Magas C-vitamin tartalma miatt a skorbut egyik fontos ellenszerének tartották már a modern idők előtt is: tormás bort, sört és tejsavót fogyasztottak a betegség elkerülése végett. E mellett skorbut ellen őseink lila káposztát főztek húslevesbe spárgával és cikóriagyökérrel.
A betegségek kivédése végett a torma orvosi használata a háborúk során is gyakori volt. Tomcsányi Kristóf főszolgabíró 1789. június 29-én kelt parancsában Békés vármegye több településétől nagy mennyiségű torma beszolgáltatását követelte meg a hadsereg számára.

## Képek

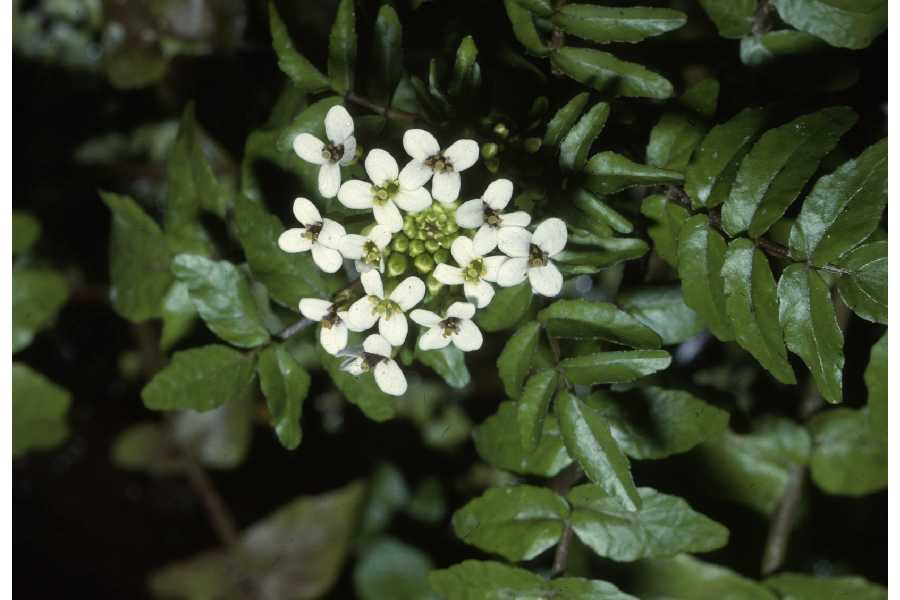
Virágai
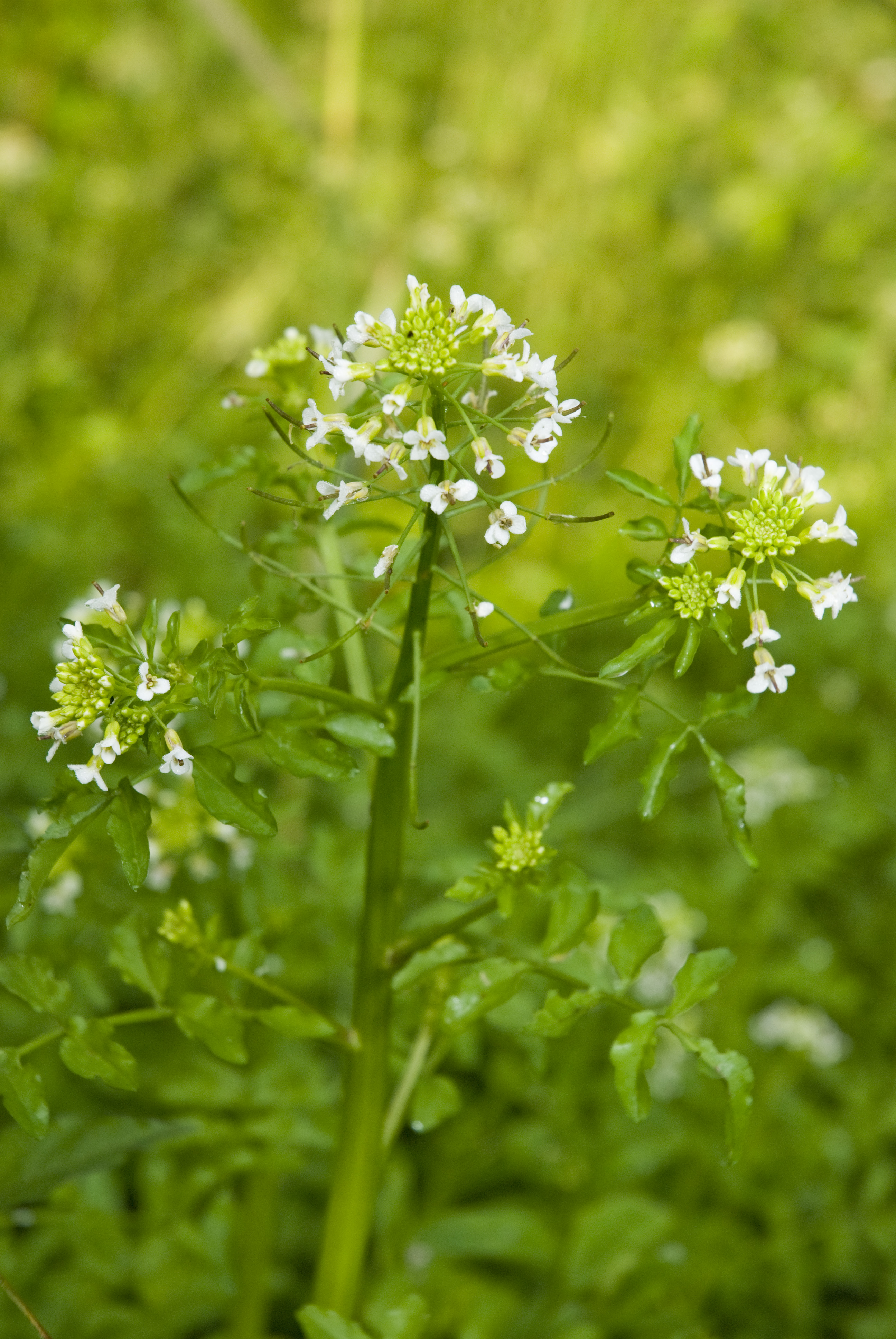
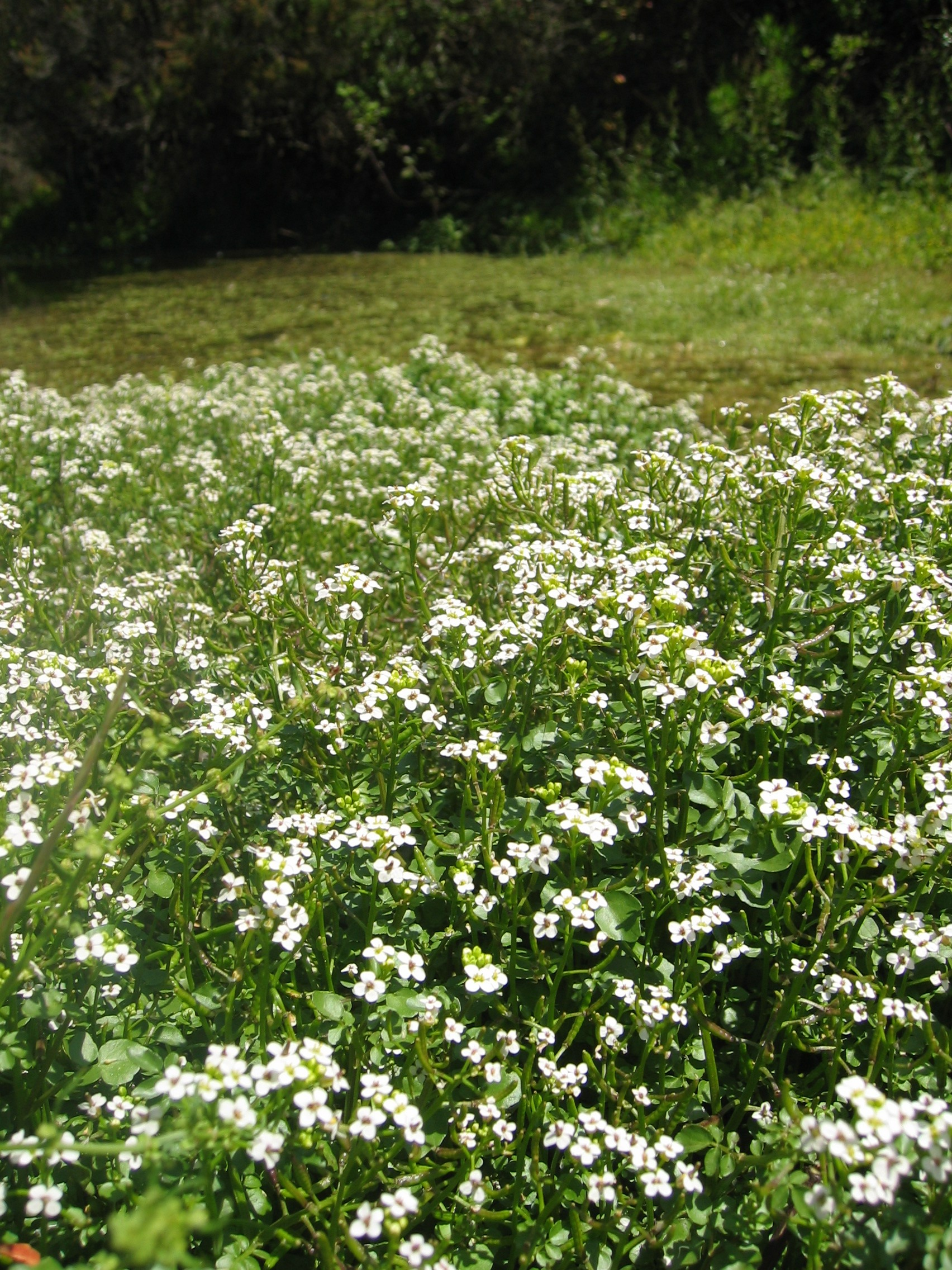
Telepe
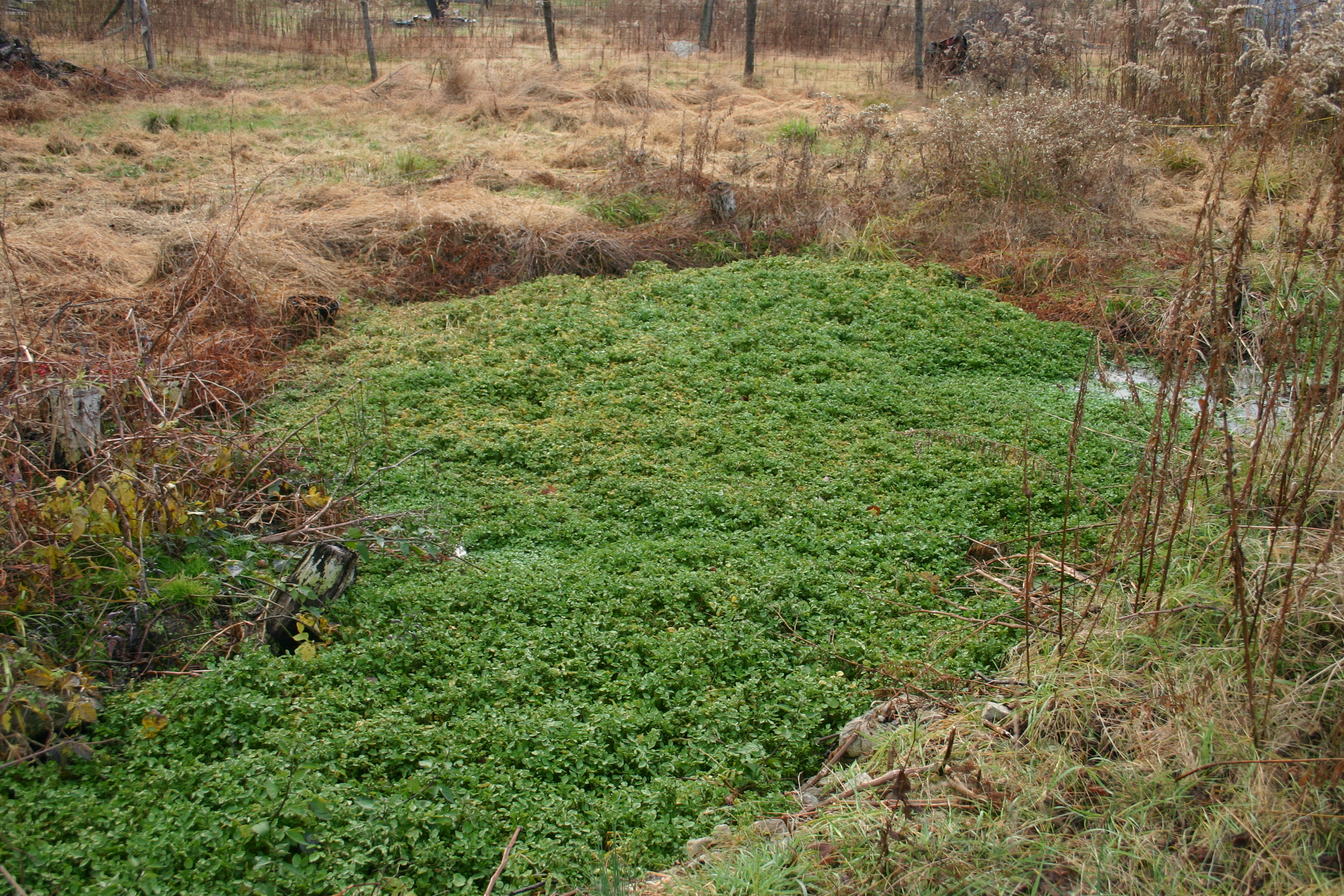
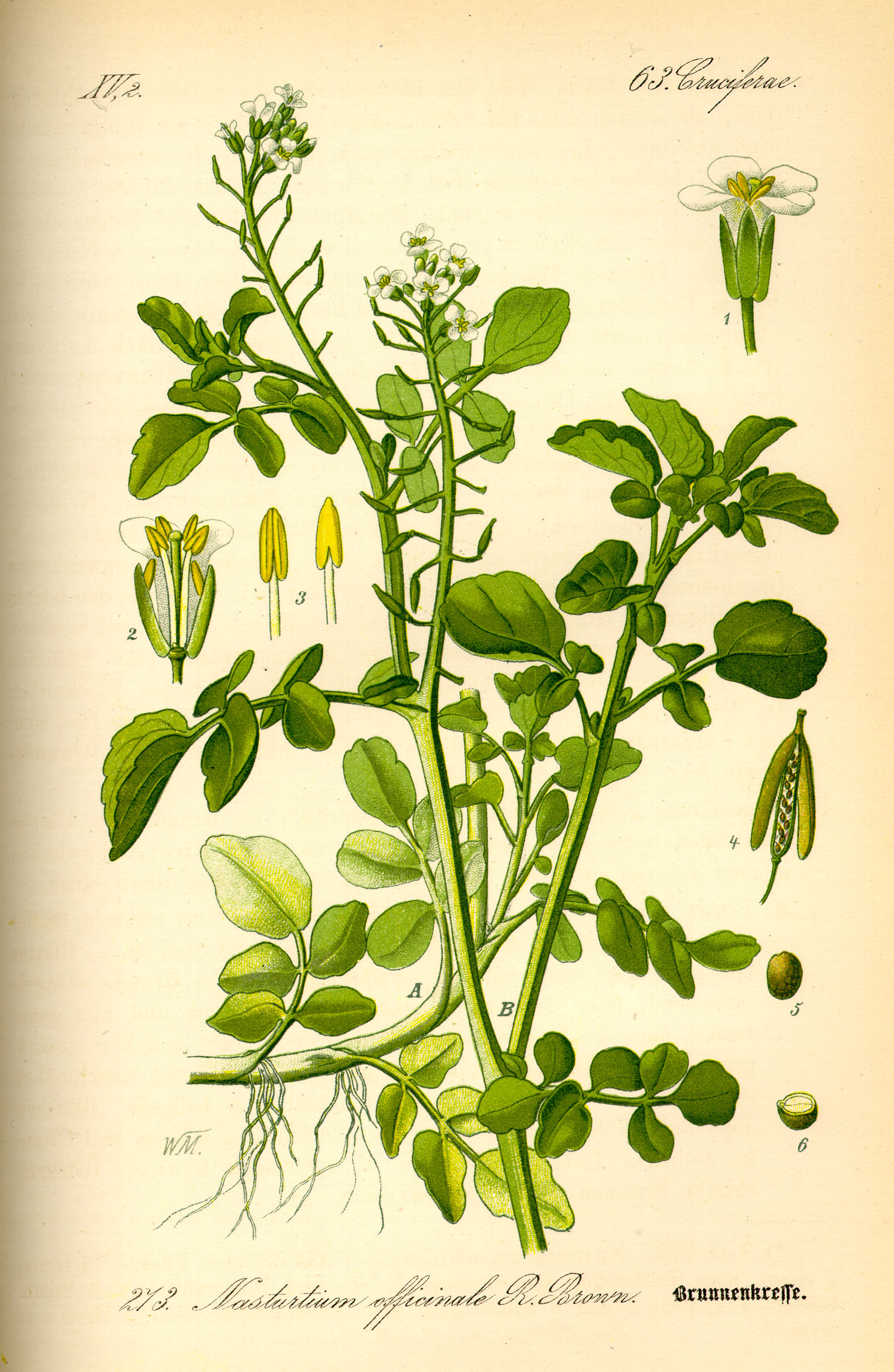
Rajzok a növényről
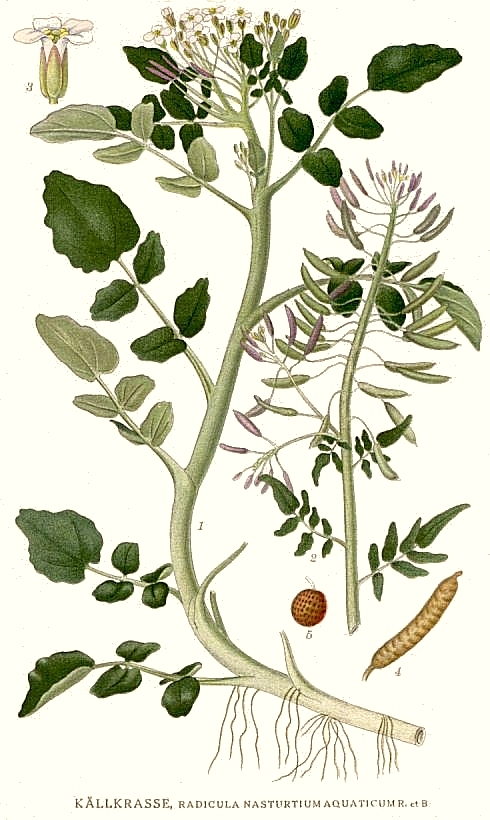